# 秀麗小無齒脂鯉
秀麗小無齒脂鯉（学名：Curimatella lepidura），為輻鰭魚綱脂鯉目脂鯉亞目無齒脂鯉科的其中一個種，分布於南美洲巴西聖弗朗西斯科河流域，體長可達11.3公分，棲息在河川中底層水域，生活習性不明。